# Toulouse Football Club (1937)
|  | No s'ha de confondre amb Toulouse Football Club. |

El Toulouse Football Club (occità: Tolosa Fotbòl Club) fou un club de futbol francès de la ciutat de Tolosa, al Llenguadoc.

## Història

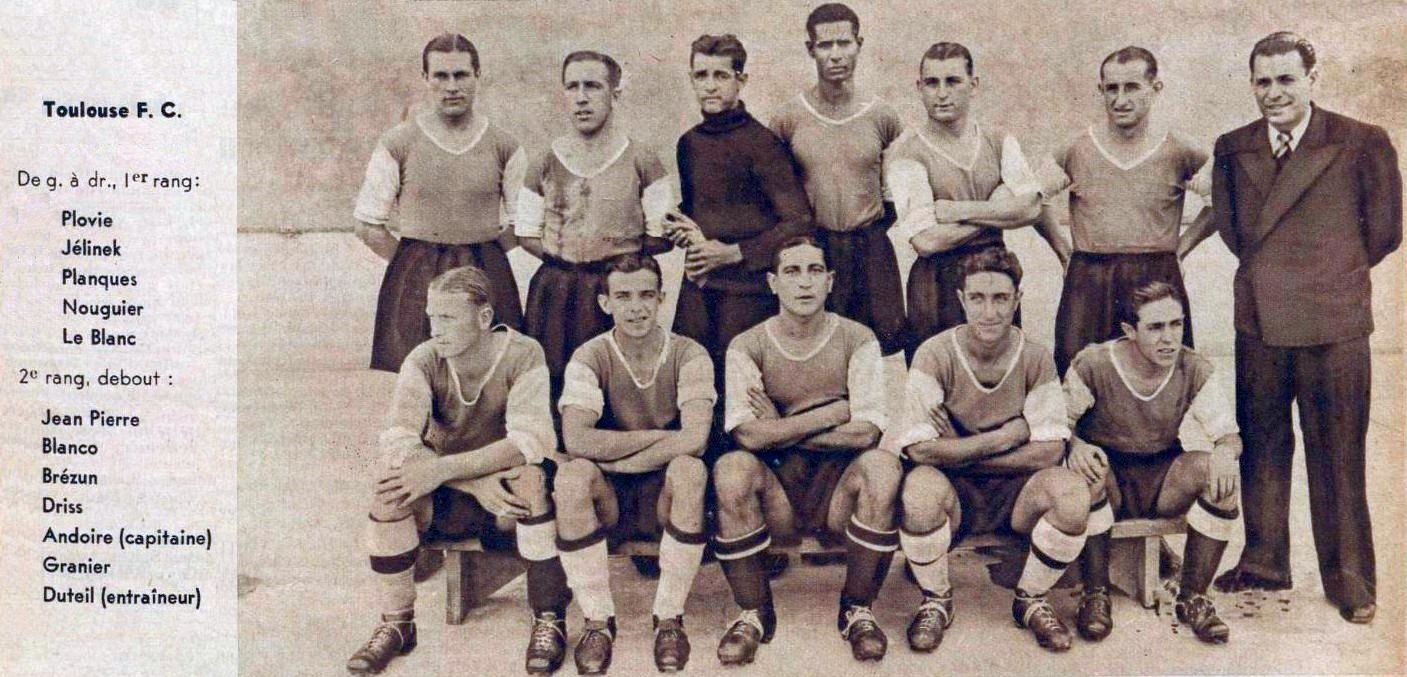
Toulouse FC octubre de 1938.

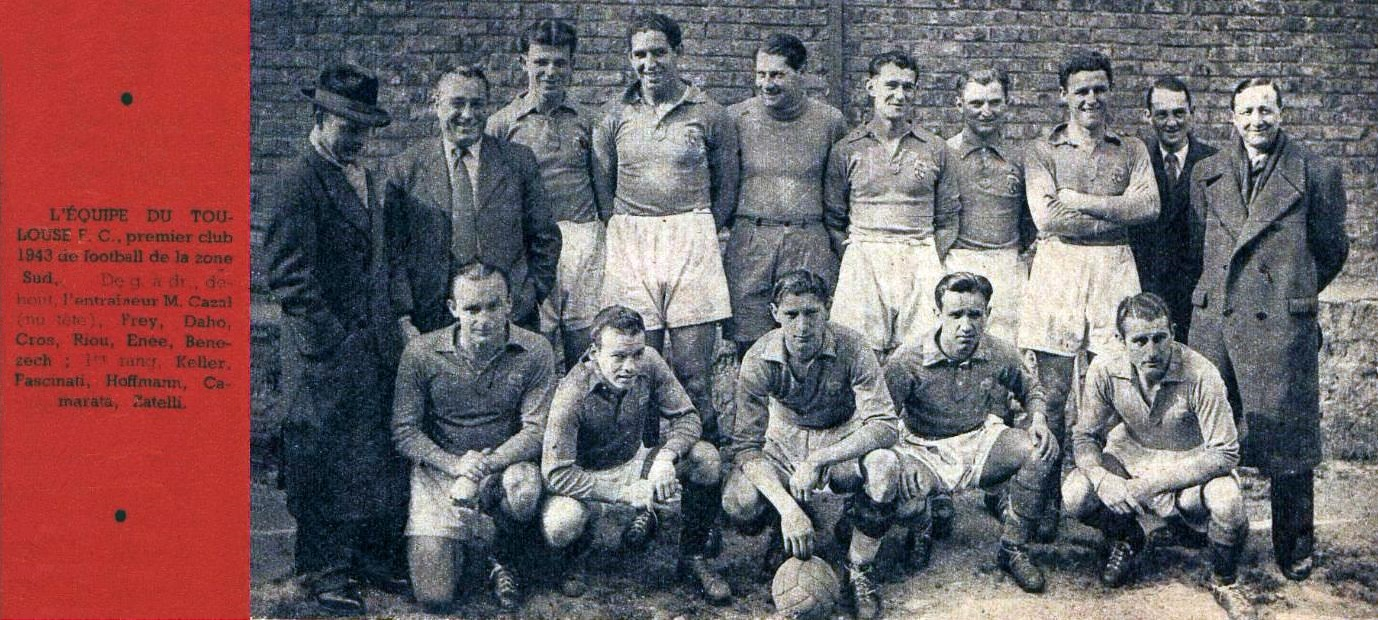
Toulouse FC campió de França zona Sud el març de 1943.

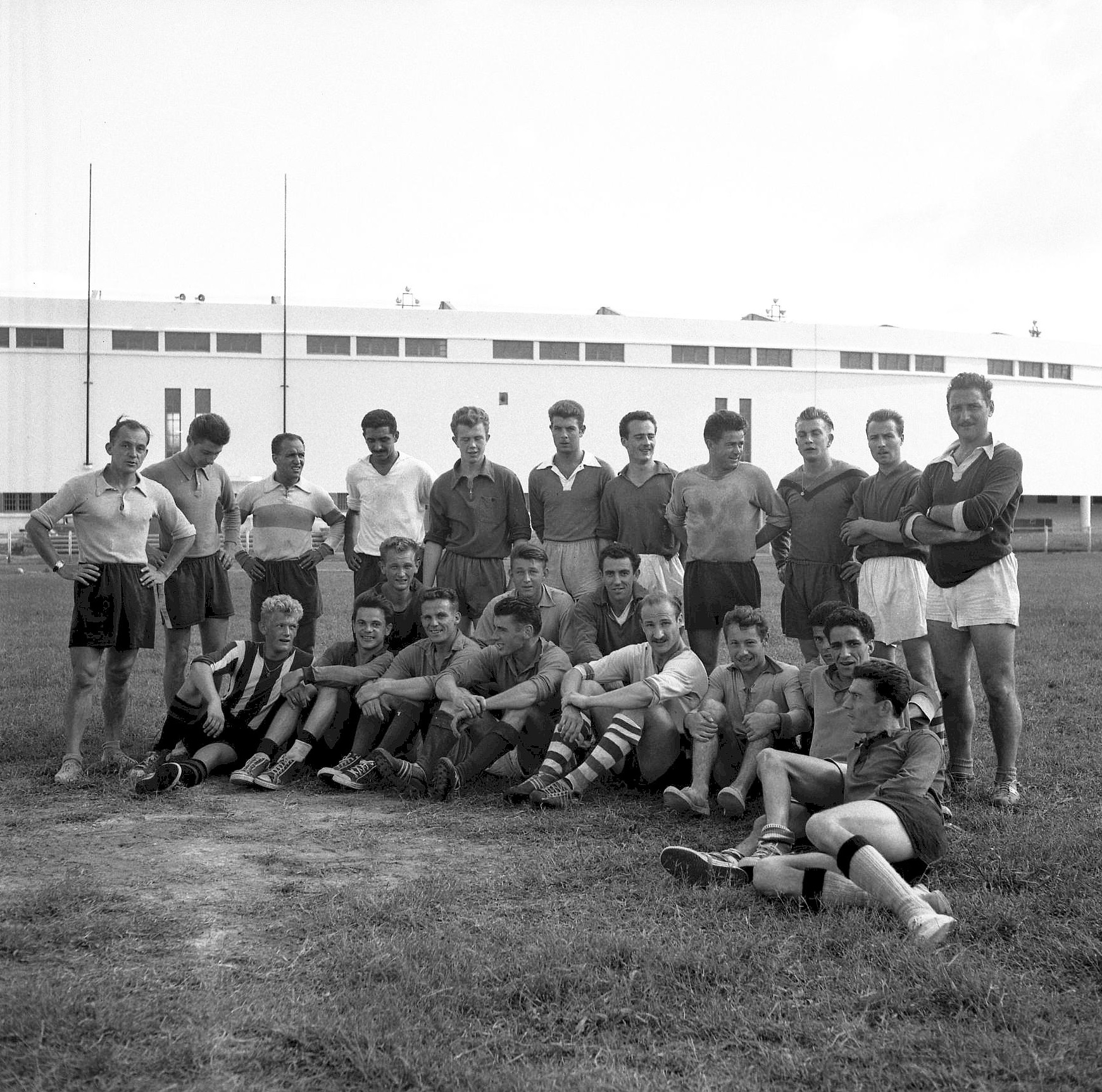
Toulouse FC a l'agost de 1956.

Dos clubs dominaven el futbol de Tolosa abans de la Primera Guerra Mundial: l'Stade Olympique des Étudiants Toulousains i l'Stade Olympien Vélo-sport de Toulouse. Els Estudiants es van transformar en Stade Toulousain (1908) i amb aquest nom van dominar el període fins a la Primera Guerra Mundial.
El Toulouse Football Club es va fundar el 20 de març de 1937 i va començar a la Divisió 2. El club va acabar segon al grup Sud de la temporada 1945–46 de la 2a Divisió francesa i va ascendir a la Divisió 1 gairebé una dècada després de la seva fundació. Va acabar en la 14a posició en la seva primera campanya a la primera categoria del futbol francès. Després de quatre temporades a mitja taula, el TFC va aconseguir el quart lloc a la temporada 1949–50 de la Divisió 1 francesa, la posició més alta del club fins aleshores. No obstant això, el club va patir una gran caiguda la temporada següent quan va acabar 17è, descendint a la Divisió 2 l'any 1951. A continuació, Le Téfécé va guanyar el seu primer títol a segona divisió el 1953, ascendint de nou a la màxima categoria. Aquest èxit va ser seguit pel triomf de la Copa de França el 1957. Va ser el primer i últim gran títol del TFC.
L'any 1967, el president Doumeng buscava el finançament tan necessari per al club d'un gran nombre de patrocinadors (inclòs l'ajuntament), però tot va ser en va. Finalment el club va traslladar les seves operacions a Saint-Ouen, fusionant-se amb el Red Star, provocant que el club parisenc retornés a la primera divisió. Uns anys més tard nasqué un nou club a la ciutat, l'Union Sportive de Toulouse; que més tard es va convertir en Toulouse FC.

## Palmarès
- Copa francesa de futbol:[2]
  - 1957
- Ligue 2:
  - 1953

## Toulouse a Europa
| Temporada | Competició                   | Ronda    | Club           | Resultat |
| --------- | ---------------------------- | -------- | -------------- | -------- |
| 1966-67   | Copa de les Ciutats en Fires | 1a ronda | Dinamo Piteşti | 3–0, 1–5 |

## Entrenador
- Pierre Cazal 1937–?
- Jean Batmale ?
- Giuseppe Zilizzi ?
- Henri Cammarata 1945–1947
- Edmond Enée 1947–1952
- Charles Nicolas 1952–1953
- Jules Bigot 1953–1958
- René Pleimelding 1958–1961
- Léon Deladerrière 1961–1964
- Kader Firoud 1964–1967

Font: